# 不二製油
不二製油株式会社（ふじせいゆ、英: Fuji Oil Co., Ltd.）は、大阪府泉佐野市住吉町に本社を置く、食用油脂などの食品素材加工会社である。本項では、事業持株会社体制に移行後に商号変更（旧商号 不二製油グループ本社）された不二製油について記す。

## 概要
1990年代中には健康食品市場に進出しており、専用ブランドとして『soyafarm（ソヤファーム）』ブランドがある（主な製品は新・クリアー製法でつくられた豆乳製品）。
現在、油脂事業、製菓・製パン素材事業、大豆たん白事業を柱にグローバル展開を実現している。
機能性の高いチョコレート用油脂は国内外で強く、技術面でも独自性が高い。大豆ビジネスにおいても大豆たん白、大豆ペプチド、水溶性大豆多糖類など特徴のある製品が多い。2012年にはUSS製法(Ultra Soy Separation)で分離した「豆乳クリーム」と「低脂肪豆乳」を発表。USS製法は大豆を「リポたん白画分（卵黄相当）」と「貯蔵たん白画分（卵白相当）」に分けた世界初の特許製法となった。

### マスカポーネ
1980年代にティラミスの需要が急増したが、その原料のマスカルポーネは、高価で日持ちが悪く輸入量に限界があった。これを大量生産可能とすべく1988年7月にマスカルポーネの代用品として、擬似チーズ（純植物性クリーム）のマスカポーネを開発した。柔らかいクリーム状で加工しやすく、価格はマスカルポーネの3分の1、保存期間は倍以上の60日であり、ティラミスを簡便に安く大量生産することが可能となった。

## 大豆ルネサンス
不二製油の大豆事業で掲げている取り組み。
世界の人口増と環境変化からも、大豆の植物性たん白質は貴重な食料源であるという考えのもと、技術革新によっておいしい製品を提供していくことを根底としている。“大豆の原点回帰と新たな価値創造”をテーマにした、技術革新や新市場へのアプローチなどを通して大豆事業の規模・領域拡大を目指す。この取り組みの核となるのは世界初の新しい豆乳の分離分画技術「USS製法（ウルトラ・ソイ・セパレーション製法）」。

### USS製法（ウルトラ・ソイ・セパレーション製法）
不二製油が大豆本来のおいしさを追求する中で独自に開発した、世界初の新しい大豆の分離分画技術のこと。同社の成長戦略「大豆ルネサンス」の核になる。大豆を卵や牛乳のように分離することで、『低脂肪豆乳』と『豆乳クリーム』の2つの素材が得られる。（2012年に特許取得）。「低脂肪豆乳」も「豆乳クリーム」も大豆由来のため、動物性の素材に比べ低カロリーを実現。また、大きな特長として、野菜や果物、和風出汁との相性も良いことが分かっている。

#### 低脂肪豆乳
卵白や牛乳における「脱脂乳」に相当する特長を持った大豆の新素材。豆乳の低カロリー化の実現はもちろん、大豆脂質による風味劣化の低減を可能にしている。起泡性、凝固性、皮膜性などにすぐれ、泡立てればメレンゲとして使用できる。

#### 豆乳クリーム
卵黄や牛乳における「生クリーム」に相当する特長を持った、“大豆の生クリーム”。食品にまろやかさや大豆のコクを出すことを可能にし、乳化力に優れているため、新素材の和風のクリームとしても注目されている。さらに、生クリームには見られない旨味を増強する性質があり、単なる乳製品の代替ではない独自の用途開発が期待されている。

#### うにクリーム
植物油と豆乳クリームで作られたウニの代替食品「うにペースト」が開発されている。

## 沿革
- 1950年10月9日 - 設立
- 1961年10月 - 大阪証券取引所第2部市場に上場（証券コード：2607）
- 1973年 - 同取引所第1部市場に指定替え
- 1978年 - 東京証券取引所第1部市場に上場
- 1999年2月15日 - 阪南事業所（泉佐野市）内の現社屋に移転
- 2014年7月1日 - 登記上の本店を大阪市から阪南事業所（泉佐野市）に変更。
- 2015年10月1日 - 持株会社体制に移行、（旧）不二製油株式会社が新設分割により、（新）不二製油株式会社に食品の製造販売に関する一切の事業を承継し不二製油グループ本社株式会社に商号変更[7]

## 工場
- 関東工場（茨城県笠間市）
- たん白食品つくば工場（茨城県坂東市）
- 千葉工場（千葉市）
- 石川工場（石川県鹿島郡）
- 神戸工場（神戸市）
- 堺工場（大阪府堺市）
- りんくう工場（大阪府泉南市）